# Санфронт
Санфронт (італ. Sanfront, п'єм. Sanfront) — муніципалітет в Італії, у регіоні П'ємонт,  провінція Кунео.
Санфронт розташований на відстані близько 520 км на північний захід від Рима, 60 км на південний захід від Турина, 35 км на північний захід від Кунео.
Населення — 2431 особа (2014).
Щорічний фестиваль відбувається 16 серпня. Покровитель — Sant'Isidoro.

## Демографія
Населення за роками:

Станом на 1 січня 2023 року в муніципалітеті офіційно проживали 102 іноземці з 20 країн, серед них 41 громадянин країн Євросоюзу.

## Сусідні муніципалітети
- Бардже
- Броссаско
- Енв'є
- Гамбаска
- Паезана
- Рифреддо
- Сампере